# Erioptera (Erioptera) pederi
Erioptera (Erioptera) pederi is een tweevleugelige uit de familie steltmuggen (Limoniidae). De soort komt voor in het Palearctisch gebied.